# Cyanopsis costalimai
Cyanopsis costalimai là một loài ruồi trong họ Tachinidae.